# スタンディッシュ (メイン州)
スタンディッシュ（英: Standish）は、アメリカ合衆国メイン州のカンバーランド郡にある町。人口は1万0244人（2020年）。スタンディッシュの町内には、スタンディッシュコーナー、セベイゴレイクビレッジ、スティープフォールズのビレッジがあり、またリッチビル、スタンディッシュネック、ツートレイルズと呼ばれる地域社会もある。スタンディッシュは、ポートランド都市圏に属している。

## 歴史
スタンディッシュとなった地域はかつて、アベナキ族インディアンの狩猟と漁労の領土であり、その主要な集落がペクォーケット・トレイル（現メイン州道113号線）を上がったペクォーケット（現在のフライバーグ）にあった。1750年、マサチューセッツ湾直轄植民地議会がモーゼス・ピアソン大尉とハンフリー・ホッブス大尉とそれぞれの中隊に対して、フレンチ・インディアン戦争での従軍に対する報償としてここの土地を払い下げた。
当座はピアソンとホッブスの町と呼ばれることになっていたが、ホッブスが死に、その中隊員の誰も土地を所有しなかった。1752年、土地の測量を行い、30エーカー (120,000 m²) の区画に分割されたが、兵士達の中には得られた土地の権利を直ぐ売却する者もいた。ここに入植した者達は、彼らを追い出そうとするインディアンによってその小屋を壊されることになった。それに対応して、古参兵がスタンディッシュコーナーに防御柵で囲われた砦を建設し、その後はインディアンの脅威から守った。1759年にケベック市が陥落し、インディアンの脅威が去った。ピアソンタウン・プランテーションは1785年11月30日にスタンディッシュという名前で法人化された。町の名前はプリマス植民地が出来た時に、最初の軍事行動を指揮したマイルス・スタンディッシュ大尉にちなんで名付けられた。
スタンディッシュの町域の多くは松の木が茂った砂質の平原であり、農夫はかなりの広さの農地を作ることができた。様々な水流に造れられた水車によって、木材、横材、部材、樽板、荷馬車、衣類、小麦粉、氷、漆喰、梱包箱が作られた。1832年にカンバーランド・アンド・オックスフォード運河が開通し、セベイゴ湖とポートランドの間の交易が増加した。1870年9月12日、ポートランド・オグデンスバーグ鉄道がポートランドとセベイゴ湖駅の間で定期旅客列車の運行を始めた。朝には観光客が列車で到着し、湖の全体は側輪蒸気船に乗り、夕方には市に戻ってきた。1876年の旅費はポートランドからネイプルズまで1.75ドルであり、ポートランドからブリッジトン、ノースブリッジトン、ハリソンまでは2.00ドルだった。スタンディッシュではリッチビルとスティープフォールズに鉄道の駅があった。1998年、セベイゴ湖のフライアイランドが分離して別の町として法人化された。今日スタンディッシュはレクリエーション地域であり、ポートランド市の郊外部となっている。

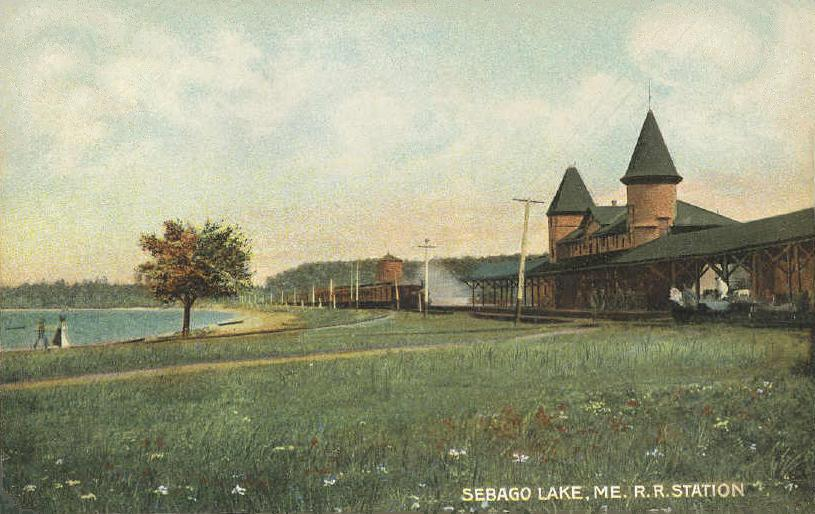
セベイゴ湖駅、1907年
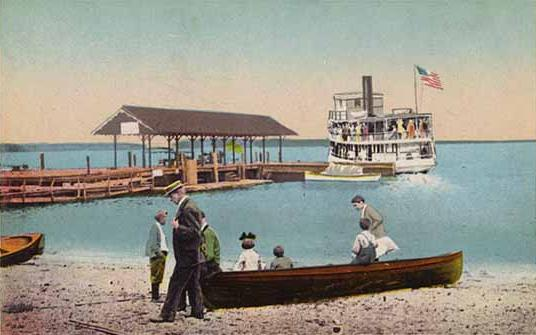
セベイゴ湖、1915年頃
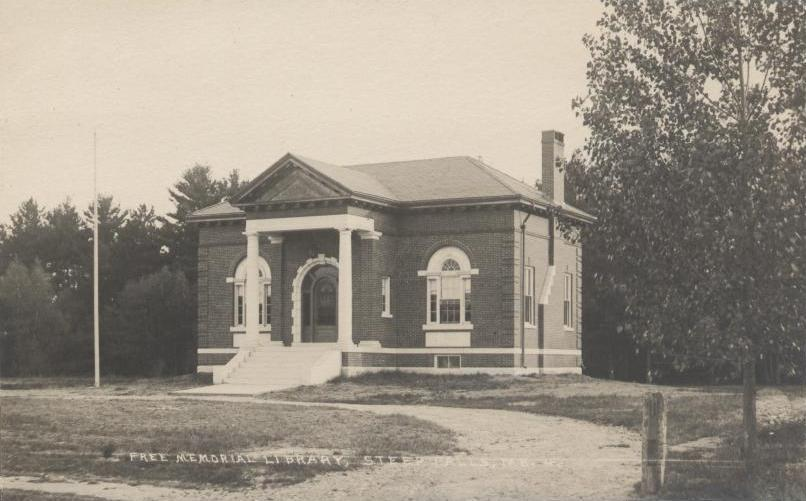
スティープフォールズ図書館、1920年頃

## 地理
アメリカ合衆国国勢調査局に拠れば、町域全面積は80.59平方マイル (208.73 km2)であり、このうち陸地59.03平方マイル (152.89 km2)、水域は21.56平方マイル (55.84 km2)で水域率は26.75%である。セベイゴ湖の傍にあり、市内の水はセベイゴ湖と町の東境界であるプレサンプスコット川と、町とカンバーランド郡の南西境でもあるソコー川に流れる。スタンディッシュの東部はプレサンプスコット川流域に属している。
町内をメイン州道11号線、同25号線、同25号線代替路、同35号線、同35号線代替路、同114号線、同237号線が通っている。南東はウィンダムとゴーラムの各町、南はバクストンとホリスの各町、西はリミングトン町、北西はボールドウィンとセベイゴの各町に接している。

## 人口動態

### 2010年国勢調査
以下は2010年の国勢調査による人口統計データである。
| 基礎データ - 人口: 9,874 人 - 世帯数: 3,518 世帯 - 家族数: 2,572 家族 - 人口密度: 64.6人/km2（167.3 人/mi2） - 住居数: 4,425 軒 - 住居密度: 29.0軒/km2（75.0 軒/mi2） 人種別人口構成 - 白人: 97.3% - アフリカン・アメリカン: 0.5% - ネイティブ・アメリカン: 0.3% - アジア人: 0.5% - その他の人種: 0.2% - 混血: 1.2% - ヒスパニック・ラテン系: 0.8% | 年齢別人口構成 - 18歳未満: 21.7% - 18-24歳: 13.6% - 25-44歳: 24.1% - 45-64歳: 30.4% - 65歳以上: 10.2% - 年齢の中央値: 39歳 - 性比（女性100人あたり男性の人口） - 総人口: 96.9 世帯と家族（対世帯数） - 18歳未満の子供がいる: 33.7% - 結婚・同居している夫婦: 58.7% - 未婚・離婚・死別女性が世帯主: 9.7% - 非家族世帯: 26.9% - 単身世帯: 19.3% - 65歳以上の老人1人暮らし: 5.9% - 平均構成人数 - 世帯: 2.60人 - 家族: 2.95人 |

### 2000年国勢調査
以下は2000年の国勢調査による人口統計データである。
| 基礎データ - 人口: 9,285 人 - 世帯数: 3,205 世帯 - 家族数: 2,464 家族 - 人口密度: 60.7人/km2（157.2 人/mi2） - 住居数: 3,987 軒 - 住居密度: 26.1軒/km2（67.5 軒/mi2） 人種別人口構成 - 白人: 98.08% - アフリカン・アメリカン: 0.39% - ネイティブ・アメリカン: 0.16% - アジア人: 0.24% - 太平洋諸島系: 0.08% - その他の人種: 0.23% - 混血: 0.83% - ヒスパニック・ラテン系: 0.46% | 年齢別人口構成 - 18歳未満: 25.3% - 18-24歳: 13.1% - 25-44歳: 30.5% - 45-64歳: 23.0% - 65歳以上: 8.2% - 年齢の中央値: 34歳 - 性比（女性100人あたり男性の人口） - 総人口: 94.4 - 18歳以上: 90.4 世帯と家族（対世帯数） - 18歳未満の子供がいる: 37.0% - 結婚・同居している夫婦: 64.0% - 未婚・離婚・死別女性が世帯主: 8.9% - 非家族世帯: 23.1% - 単身世帯: 16.7% - 65歳以上の老人1人暮らし: 6.0% - 平均構成人数 - 世帯: 2.72人 - 家族: 3.03人 | 収入と家計 - 収入の中央値 - 世帯: 50,278米ドル（2007年推計では92,604ドル） - 家族: 53,461米ドル - 性別 - 男性: 36,235米ドル - 女性: 26,204米ドル - 人口1人あたり収入: 19,504米ドル - 貧困線以下 - 対人口: 3.6% - 対家族数: 1.9% - 18歳未満: 3.8% - 65歳以上: 0% |

## 教育
ボニー・イーグル高校は、バクストン、ホリス、リミングトン、スタンディッシュ、フライアイランドの町を対象にする公立高校である。メイン州教育管理学区第6に属し、スタンディッシュ町内にある学校はエドナ・リビー小学校、ジョージ・E・ジャック小学校、スティープフォールズ小学校である。
メイン・セントジョセフズ・カレッジがスタンディッシュにキャンパスを持っている。

## 見どころ
- ダニエル・マーレット邸 - 1789年に町の中心に建てられた牧師館、現在は歴史的ニューイングランド博物館
- オールドレッド教会[10] - 1804年に建てられた集会所、現在は博物館
- セベイゴ湖にある校舎芸術センター[11]
- スタンディッシュ歴史協会と博物館[12]

## 著名な出身者
- カーティス・ハッセイ、プロレスラー、ファンダンゴのリングネームでWWEに所属